# Ansten Samuelstuen
Ansten Samuelstuen (* 7. Mai 1929 in Brøttum, Ringsaker; † 18. August 2012 in Greeley) war ein US-amerikanischer Skispringer.

## Leben
Ansten Samuelstuen wurde am 7. Mai 1929 als Sohn von Peter und Laura (geb. Sæther) Samuelstuen in der Kommune Ringsaker, im Tettsted Brøttum geboren. Mit dem Skispringen begann er im Alter von etwa elf Jahren, um 1940. Nach Abschluss der Schullaufbahn wurde er 1949 Soldat bei der Norwegischen Luftwaffe. Nachdem Samuelstuen bereits 1950–1951 auf der Warren Air Force Base in Cheyenne (Wyoming) stationiert war, wanderte er 1954 aus seiner Heimat Norwegen in die Vereinigten Staaten aus und wurde 1957 US-amerikanischer Staatsbürger. Im selben Jahr wurde er US-amerikanischer Meister im Skispringen, ebenso 1961 und 1962. Außerdem gewann er viermal den Titel des Nordamerikanischen Meisters im Skispringen (1954, 1955, 1957 und 1964). Beim Holmenkollen Ski Festival erzielte Samuelstuen 1956 den fünften Platz. Bei seiner Teilnahme an den Olympischen Winterspielen 1960 in Squaw Valley wurde Samuelstuen Siebter auf der Großschanze. Seine sportliche Karriere beendete er im Jahr 1965 und trainierte fortan das Skisprungteam in Denver. Zum privaten Vergnügen übte Samuelstuen das Skispringen auch nach seinem Karriereende gelegentlich noch aus. Seine Persönliche Bestweite von 316 ft (etwa 96,3 m) auf dem Howelson Hill in Steamboat Springs stellte zugleich auch einen nationalen und nordamerikanischen Rekord auf. 1962 stellte er mit 262 ft (etwa 79,9 m) einen kanadischen Weitenrekord in Revelstoke (British Columbia) auf und wurde damit die erste Person, die gleichzeitig den kanadischen und den US-amerikanischen Weitenrekord hielt.
Neben seiner sportlichen Karriere studierte Samuelstuen an der University of Denver. Er arbeitete später bis zu seinem Ruhestand im Jahr 1994 bei Ball Aerospace & Technologies Corp in Colorado und New Mexico. 2009 wurde er in die United States Ski and Snowboard Hall of Fame aufgenommen.  Samuelstuen verstarb am 18. August 2012 im Alter von 83 Jahren in Greeley, Colorado.